# 蔡金彪
蔡金彪（1955年11月—），生于北京，祖籍河北景县，中华人民共和国外交官，曾任中华人民共和国驻斐济群岛共和国特命全权大使和中华人民共和国驻马耳他共和国特命全权大使。

## 生平
1981年，毕业于北京第二外国语学院英语系。1982年，进入中华人民共和国外交部工作，先后在外交部翻译室、驻新西兰大使馆、外交部美洲大洋洲司、外交部办公厅、驻休斯敦总领事馆、驻美国大使馆、外交部北美大洋洲司任职，后任外交部北美大洋洲司参赞，后升任副司长。2004年3月，出任中华人民共和国驻斐济群岛大使。2008年，任中国人民外交学会副会长。2012年3月，出任中华人民共和国驻马耳他大使。2016年5月，自驻马耳他大使离任。